# Merimbula
Merimbula (3 544 abitanti nel 2016) è una città costiera del sudest del Nuovo Galles del Sud in Australia, situata a metà strada tra Melbourne e Sydney. Adagiata sulle rive dell'omonimo lago costiero, la località appartiene alla cosiddetta Costa di Zaffiro.

## Origine del nome
Rimane irrisolto il dibattito circa il reale significato in lingua aborigena (probabilmente yuin) del nome Merimbula. Alcune voci ritengono che voglia significare “grande serpente”, altre invece che significhi, in riferimento al luogo, “località dei due corpi d’acqua”.

## Storia
Prima dell'arrivo degli europei la regione dove oggi sorge Merimbula era abitata dalla popolazione aborigena degli dyirringany. Il primo europeo a visitare l'area fu l'esploratore britannico George Bass il quale ancorò la sua nave nel fiume Pambula il 18 dicembre 1797.
La regione giunse, verso il 1830, in mano ai fratelli Imlay (Peter, George e Alexander), la cui proprietà si estendeva da nord a sud da Broulee alla Twofold Bay, e da est a ovest dalla costa fino alle montagne; tuttavia già nei primi anni quaranta dell'Ottocento la proprietà era passata in mano ai fratelli Walker, dei commercianti di Sydney.
Una svolta nella storia della regione si ebbe nel 1852, quando i terreni oggi occupati dalla città furono venduti alla appena formata Associazione pastorale della Twofold Bay, la quale si occupò della costruzione di un primo villaggio e della messa a punto di un porto nel 1855. Nel 1860 furono quindi messi in vendita diversi lotti di terreno in modo da attrarre investimenti nel piccolo insediamento, che ancora nel 1866 contava solo 90 residenti. Nello stesso anno fu aperto il servizio di collegamento settimanale con la vicina Bega con un battello a vapore.
Nel 1908 venne edificato il primo ponte sul lago di Merimbula, poi rimpiazzato da quello attuale nel 1982.